# كهف الكلاب
كهف الكلاب (بالإيطالية: Grotta del Cane)‏ هو كهف صغير على الجانب الشرقي من كامبي فليغري بالقرب من بوتسوولي، نابولي.

## وصلات خارجية
- Video of Cave of Dogs scientific demonstration